# مانی نوری
مانی نوری  بازیگر، نویسنده  و کارگردان اهل ایران است. نوری از سن ۶ سالگی کار خود را با بازی در نقش امیر آقا جمالی در مجموعه‌ی قصه‌های تابه‌تا آغاز کرد. پس از آن در سریال خانه ما نقش پویا را ایفا کرد و برای بازی در آن نقش جایزه بهترین بازیگر نوجوان از شبکه سه را دریافت کرد. او بازی در تئاتر را با داوود رشیدی و نمایش نامه ریچارد ۳ آغاز کرد. در سینما نیز با بازی در فیلم مربای شیرین و عزیزم من کوک نیستم کارش را ادامه داد و از جشنواره فیلم اصفهان جایزه بهترین بازیگر را برای بازی در مربای شیرین دریافت کرد. مانی نوری فارغ‌التحصیل رشته هنر، ادبیات و فلسفه از کانادا است.

## هنرهای مدرن
از سال ۱۳۸۵ تاکنون، وی به انجام پروژه‌های پرفورمنس، عکاسی ساختاری و ویدئوگرافی منظوری پرداخته‌است. او در کتابی تحت عنوان «ما، ما نیستیم»، توضیحاتی دربارهٔ پروژه‌هایش و دلیل ساخت آن‌ها داده‌است. در تاریخ هفدهم آبان ۱۳۹۲، پروژه «ایران به روایت تصویر» که و در تاریخ هفدهم تیر ۱۳۹۳، پروژه «بهشت تو، جهنم من» که شامل از بخش‌های گوناگونی بودند به‌طور رسمی پایان رسیدند. مانی نوری در مصاحبه‌ای تلویزیونی از پروژه «برزخ» به عنوان آخرین قسمت این سه‌گانه نام برد.

## فیلم‌شناسی

### سینما
- ۱۳۹۳ شهر موشها ۲، صداپیشه شخصیت مشکی، مرضیه برومند[۱۰]
- ۱۳۸۱ عزیزم من کوک نیستم،[۱۱][۱۲] محمدرضا هنرمند
- ۱۳۸۰ مربای شیرین،[۱۳] مرضیه برومند
- ۱۳۷۹ تلفن، مسعود کرامتی
- ۱۳۷۳ فرار از حیات، گروه هنری باشا

### تلویزیون
- آخرین بازی (۱۳۹۳)
- حراج نفرین (۱۳۹۲)
- کی؟ کجا؟ کی؟ (۱۳۹۱)، (در مرحله تولید متوقف شد)
- یالان (۱۳۹۱)
- ما (۱۳۸۹)
- نجیب (۱۳۸۶)
- جزیره جادو (۱۳۸۳)
- سرزمین سبز (۱۳۸۳)
- منزل مادر آفاق (۱۳۸۲)
- ستارگان (۱۳۸۲)
- داستان های نوروز (۱۳۸۱)
- خانه ما (۱۳۷۹)
- هتل (۱۳۷۷)
- جنگ ۷۷ (۱۳۷۷)
- تهران ۱۱–۵۹۵ ج ۴۸ (۱۳۷۶)
- کودکی غلامحسین‌خان (۱۳۷۵)
- قصه‌های تابه‌تا (۱۳۷۳)

### تئاتر
- ۱۳۷۸ ریچارد سوم، داوود رشیدی
- ۱۳۸۱ حسن کچل، مراسم زنده
- ۱۳۸۷ خیابانی‌ها
- ۱۳۸۹ پناهندگی، کریستف زولن و دومینیک سایکس و مانی نوری
- ۱۳۹۰–۱۳۹۱ دنیای من، کابوس تو (تجربی)
- ۱۳۹۲–۱۳۹۳ منو منطقه‌ای بکش!، خورخه ویلاندی و مولا خزرایی

### نویسندگی و کارگردانی
- ۱۳۸۳ درختی که گریه می‌کند (کوتاه)
- ۱۳۸۴ دبلیو (کوتاه تجربی)
- ۱۳۸۵ صحنه همان‌طور که هست (کوتاه داستانی)
- ۱۳۸۶–۱۳۸۷ خط سرنوشت (کوتاه ۸میلیمتری)
- ۱۳۸۷ اشک‌های سیاه (مستند)
- ۱۳۹۴ عباس عباس بچه‌ها قیچی شدن (بلند داستانی)[۱۴][۱۵][۱۶]
- ۱۳۹۷ زنونه (بلند داستانی) { اکران شده } [۱۷]

## جوایز و نامزدی‌ها
- ۱۳۸۱ جایزه بهترین بازیگر از جشنواره فیلم اصفهان برای مربای شیرین [۴]